# Bastilla crameri
Bastilla crameri là một loài bướm đêm thuộc họ Erebidae. Nó được tìm thấy ở Indian subregion tới bán đảo Mã Lai, Sumatra và Borneo. Nó cũng có mặt ở Nam Phi.
Ấu trùng ăn các loài Sandoricum và Phyllanthus.